# Lucas van Foreest
Jhr. Lucas van Foreest (Hengelo, 3 maart 2001) is een Nederlands schaakgrootmeester (GM). Hij werd in 2019 Nederlands kampioen schaken.
https://ratings.fide.com/profile/1039792

## Schaakcarrière
Lucas van Foreest begon met schaken toen hij zes jaar was. Zijn trainers waren achtereenvolgens Geon Knol, Sipke Ernst en Sergei Tiviakov. Hij werd internationaal meester in oktober 2016. In augustus 2018 scoorde hij zijn derde grootmeesternorm tijdens het Open Nederlands Kampioenschap schaken, waar hij gedeeld eerste werd. Lucas werd in juli 2019 Nederlands kampioen. Nadat hij en zijn broer Jorden van Foreest de eerste plaats deelden met 5 uit 7, won Lucas de beslissende barrage. 

## Familie
- Zijn betovergrootvader is Arnold Engelinus van Foreest, die driemaal schaakkampioen van Nederland werd.
 Diens broer, de schaker Dirk van Foreest werd ook driemaal kampioen van Nederland.
- Van Foreest volgde geen gewone schoolopleiding, maar kreeg thuisonderwijs, net als zijn vier broers (waaronder Nederlands kampioen 2016 Jorden van Foreest) en zijn jongere zus Machteld.[2]
- Lucas behoort tot het oud-Hollands adellijk geslacht Van Foreest met het predicaat jonkheer.